# Mayu Mohanna
Mayu Mohanna (Chimbote, 1968) es una fotógrafa peruana. Ha trabajado como fotoperiodista y editora gráfica en distintos medios de prensa y está especializada en el comisariado o curadoría de exposiciones que contribuyen a evidenciar y recuperar la memoria histórica de Perú a través de la imagen. En 2015 fue reconocida por el Ministerio de Cultura de su país como Personalidad Meritoria de la Cultura.

## Biografía
Mayu Mohanna nació en Chimbote, ciudad portuaria situada al norte de Lima. Criada en una familia muy tradicional y religiosa inició su educación en un colegio de monjas, aunque a la edad de 16 años se trasladó a Lima donde estudió Ciencias de la comunicación en la Universidad de Lima. Su amor por la fotografía se despertó en el quinto ciclo de la carrera al estudiar Fotografía básica. Gracias a esta asignatura supo que había encontrado el medio de expresión que mejor se adaptaba a sus características personales.
Cuando acabó su formación universitaria realizó algunos cursos de fotografía publicitaria, si bien comprendió rápidamente que no era lo que ella estaba buscando, orientando su profesión hacia el fotoperiodismo, donde podía captar imágenes reales de los acontecimientos que se producían, es decir, fotografiar la vida. Completó su formación universitaria con la asistencial al programa de seminarios World Press Photo para América Latina y la Clase magistral de Joop Swart en 2001. En el periodo 2002-2004 cursó un máster en fotografía y vídeo en la Escuela de Artes Visuales de la ciudad de Nueva York. 
En 1990 inició su carrera profesional como reportera gráfica realizando prácticas en la revista Sí, donde fue consciente de la importancia de una buena foto para acompañar un artículo. Más tarde trabajó en la revista Cuánto y fue editora gráfica de los libros El Perú Emergente y Perú Tercer Milenio. En 1994 ingresó en el diario El Mundo, medio que apostaba por los grandes formatos fotográficos para reflejar la noticia, lo que en ese momento era una gran innovación. Allí Mayu Mohanna formó parte de un grupo de seis reporteros gráficos muy comprometidos con la información que podían llegar a ver sus fotografías publicadas a doble página. El trabajo en prensa diaria la obligó a desarrollar la totalidad del proceso fotográfico de forma rápida y eficaz, desde documentarse sobre el tema hasta su realización y edición. También ha trabajado como reportera gráfica en el diario El Comercio.

### Documentalista, curadora de exposiciones y docente
En su faceta de documentalista y curadora de exposiciones ha contribuido con su trabajo a rescatar la memoria histórica de Perú. Su primera incursión en este campo fue en el año 2000 con el proyecto de recuperación del Archivo Fotográfico Baldomero Alejos, Ayacucho, 1925-1976, al que siguió en 2003 la exposición "Yuyanapaq, Para Recordar,1980-2000", de la que fue curadora junto a la también fotógrafa Nancy Chappell, donde realizaron una exhaustiva selección de las imágenes de la etapa política de violenta y de terror que vivieron los peruanos durante el gobierno de Alberto Fujimori, muchas de ellas tomadas por reporteros gráficos. Esa exposición, con la que se visualizó el informe realizado por la Comisión de la Verdad y la Reconciliación (CVR) que se creó tras el abandono del poder por Fujimori, ha tenido en 2018 una segunda parte, la exposición "Para recordar Yuyanapaq.15 años después", también comisariada por Mohanna y Chappell y que muestra en imágenes el impacto social y mediático que tuvo la primera. 
Otros proyectos comisariados por Mohanna han sido "Mírate: imágenes del 2000-2005"; "Sujeto de Derecho", relatos de Inclusión social con la participación de 15 fotoperiodistas del diario El Comercio de Perú (2012) y 100PUCP (2017). 
A su trabajo como comisaria independiente suma su labor docente como profesora de maestría en Fotografía Documental del Centro de la Imagen y de la especialidad de Antropología Visual de la Pontificia Universidad Católica del Perú.

### Yuyanapaq: Para recordar
Cuando en 2002 Alberto Fujimori abandonó Perú, Valentín Paniagua encabezó un gobierno de transición y creó la Comisión de la Verdad, a la que más tarde se le añadió la palabra Reconciliación (CVR), para investigar y hacer pública los abusos y atropellos cometidos en Perú por motivos políticos desde la aparición del grupo Sendero Luminoso en 1980 hasta la caída de Fujimori tras su connivencia con los paramilitares y la corrupción política y económica (2020). El objetivo era mostrar a los peruanos la realidad del terror vivido durante 20 años para evitar que se pudieran negar o desvirtuar los hechos.
Los resultados de la comisión se mostraron en un informe que no suscitó un gran interés entre la población, pero no ocurrió lo mismo cuando el informe se plasmó en una exposición fotográfica, denominada Yuyanapaq: Para recordar, 1980-2000, que tuvo una magnífica acogida por parte de los peruanos. Fue comisariada por Mayu Mohanna y Nancy Chappell, y supuso un exhaustivo trabajo de selección fotográfica. La intencionalidad de la exposición, que recogía las diferentes etapas vividas en ese periodo, era dejar pruebas para la historia, servir de antídoto contra la barbarie y crear un espacio para la dignificación y reparación simbólica de las víctimas que ayudara a la reconstrucción del país. Quedaron fuera las imágenes más cruentas de forma deliberada para no traumatizar aún más a una población que ya había sufrido mucho. La exposición, que tuvo lugar en la Casa Riva Agüero de Lima, reunió cerca de 300 imágenes de las que solo seis presentaban explícitamente escenas de muerte.
Esta exposición fue recordada en 2018 con una nueva exposición denominada "Para recordar Yuyanapaq. 15 años después" que recogía el impacto nacional e internacional de la primera muestra en sus 15 años de itinerancia por distintas sedes.

## Estilo artístico
Mayu Mohanna capta la fotografía como un cuadro completo, intentando que no sea necesario cortarla o reducirla después. Utiliza la luz natural, con sus propios claroscuros, y no fuerza la situación sino que espera hasta encontrar la imagen que cuente lo que está pasando.

## Proyectos y exposiciones
- Baldomero Alejos, Ayacucho, 1925-1976[5]
- Yuyanapaq. Para Recordar,1980-2000
- Mírate. Imágenes del 2000-2005
- Sujeto de derecho, relatos de Inclusión social con la participación de 15 fotoperiodistas del diario EL Comercio de Perú, 2012
- 100PUCP, 2017[11]
- Para recordar Yuyanapaq. 15 años después.(2018)
- Gonzalo de Reparaz. Paisaje y turismo en el Perú, 1950-1960 (2019)[12]

## Premios y reconocimientos
La calidad de su trabajo ha sido reconocida con distintos premios:
- 1993. XIV Concurso de Fotografía “Mujer Campesina”. Tres Menciones
- 1996. Premio Ensayo fotográfico “Casa de las Américas”, Mención Honrosa
- 1996. Premio “Mother Jones”, Finalista para América Latina
- 1998-2000. Beca W.P.P. Seminarios para América Latina
- 2000. Primer premio en el concurso de fotoperiodistas Eugène Courret de Perú
- 2001. Masterclass, World Press Photo,
- 2002. Beca de la Fundación Ford
- 2003. Premio Aaron Siskind Memorial Award
- 2005. Mención especial de estudiante visionario en el Festival de Cine de Tribeca, con el vídeo documental corto Luzmila's
- 2015. Personalidad Meritoria de la Cultura, por el Ministerio de Cultura de Perú